# جيف بالارد (لاعب كرة قاعدة)
جيف بالارد (بالإنجليزية: Jeff Ballard)‏ هو لاعب كرة قاعدة أمريكي، ولد في 3 أغسطس 1963 في بيلينغز في الولايات المتحدة.

## وصلات خارجية
- جيف بالارد على موقعبيزبول رفرنس.كوم (الدوري الرئيسي) (الإنجليزية)
- جيف بالارد على موقعبيزبول رفرنس.كوم (الدوري الثانوي) (الإنجليزية)
- جيف بالارد على موقع مشجعي الرسوم البيانية (الإنجليزية)